# Río Claro (São Paulo)
La ciudad de Rio Claro está situada en el estado de São Paulo, Brasil. Localizada en la región de Campinas, se encuentra a 240 kilómetros del puerto de Santos, a 85 kilómetros del Aeropuerto Internacional de Viracopos y a 200 kilómetros del Aeropuerto Internacional de Guarulhos. La ciudad está distante 157 kilómetros de la ciudad de São Paulo, capital del estado.

## Historia
Fundación: 10 de junio de 1827.
Municipio desde: 1845. 
Patrón de la ciudad: San Juan Bautista.
Aniversario: 24 de junio.

## Geografía
Área: 521km² 
Población: 195.131 (2005)
Presupuesto: R$ 178,542 mi (2005)
Mortalidad infantil: 9,4 por mil (2005)
Sanidad: 100% de agua potable (2005) 
Analfabetismo: 5,10% (2000) 
Renta per cápita: R$ 467,38 (2000) 
La cabecera del municipio se encuentra a una altitud de 613 metros (marco cero del IBGE). El clima se caracteriza por períodos de mucho frío en invierno (junio a septiembre) y lluvias de verano (diciembre a marzo). El relieve es predominantemente plano y la vegetación natural es típica de sierras y de Floresta Estacional Semidecidual.
Además del distrito cabecera, el municipio está formado por los distritos de Assistência, Ajapi, Ferraz y Itapé.

### Demografía
Población (2004) - 181.549 
Tasa de Urbanización (En %) (2004) - 97,60 
Área (En km²) (2004) - 521 
Tasa Mortalidad Infantil (2003) - 11,82 (por mil nacidos vivos)
Mortalidad General (2003) - 6,76 (por mil habitantes)
Homicidios por Agresiones (2003) - 32,02 (por cien mil habitantes)

### Autopistas
- SP-348 - Bandeirantes
- SP-330 - Anhanguera
- SP-310 - Washington Luís

## Religión
El Cristianismo está presente en la ciudad de la siguiente manera:

### Iglesia Católica
La iglesia católica del municipio forma parte de la Diócesis de Piracicaba.

### Iglesia Protestante
En la ciudad están presentes las más diversas creencias evangélicas, principalmente pentecostales, incluidas las Asambleas de Dios de Brasil (la iglesia evangélica más grande del país), Congregación Cristiana, entre otras. Estas denominaciones están creciendo cada vez más en todo Brasil.